# We're Outta Here!
We're Outta Here! è un cd live della band punk Ramones, pubblicato nel novembre del 1997.
È stato registrato nel "Billboard Live at Palace" a Los Angeles, California nel 6 agosto del 1996 quando i Ramones hanno suonato al loro 2.263º e ultimo concerto. Quel giorno apparirono sul palco Eddie Vedder dei Pearl Jam, Tim Armstrong e Lars Frederiksen dei Rancid, Dee Dee Ramone, Chris Cornell e Ben Shepherd dei Soundgarden e Lemmy Kilmister dei Motörhead.
Esistono anche due versioni video: una in VHS e un'altra in DVD, che contengono alcuni brani del concerto, tra cui Blitzkrieg Bop, Sheena Is a Punk Rocker ed I Wanna Be Sedated.

## Tracce
1. Durango 95
2. Teenage Lobotomy
3. Psycho Therapy
4. Blitzkrieg Bop
5. Do You Remember Rock 'n' Roll Radio?
6. I Believe in Miracles
7. Gimme Gimme Shock Treatment
8. Rock 'n' Roll High School
9. I Wanna Be Sedated
10. Spider-Man
11. The KKK Took My Baby Away
12. I Just Wanna Have Something to Do
13. Commando
14. Sheena Is a Punk Rocker
15. Rockaway Beach
16. Pet Sematary
17. The Crusher
18. Love Kills (con l'ex bassista Dee Dee Ramone)
19. Do You Wanna Dance
20. Somebody Put Something in My Drink
21. I Don't Want You
22. Wart Hog
23. Cretin Hop
24. R.A.M.O.N.E.S. (con Lemmy Kilmister dei Motörhead)
25. Today Your Love Tomorrow the World
26. Pinhead
27. 53rd & 3rd (con Tim Armstrong e Lars Frederiksen dei Rancid)
28. Listen to Your Heart
29. We're a Happy Family
30. Chinese Rock (con Chris Cornell e Ben Shepherd dei Soundgarden)
31. Beat on the Brat
32. Any Way You Want It (con Eddie Vedder dei Pearl Jam)

## Formazione
- Joey Ramone - voce
- Johnny Ramone - chitarra
- C.J. Ramone - basso e voce
- Marky Ramone - batteria